# Atlacomulco
Atlacomulco (del nàhuatl, que vol dir Lloc de pous) és un municipi de l'estat de Mèxic. Atlacomulco de Fabela és el cap de municipi i principal centre de població d'aquesta municipalitat.
Aquest municipi es troba a la part nord-occidental de l'estat de Mèxic. Limita al nord amb els municipis de Acambay, al sud amb Jocotitlán, a l'oest amb Temascalcingo i a l'est amb Timilpan.